# マクリン
マクリン（新井涼太）は、日本のブロガー。
ガジェットサイト「マクリン」の運営者。
著書として『マクサン式Webライティング実践スキル大全(大和書房)』を2022年4月21日に出版。

## 経歴
1983年、京都府生まれ。
半導体メーカー・表面処理メーカーの営業を経て、ネスレ日本株式会社に入社。
営業を経験後にマーケティングに異動し、2017年5月より副業でガジェットサイト「マクリン」の運営を開始、約2年で月100万PVを超えるなど大きく成長。
同じ頃、メディア事業を手掛ける株式会社もしもに転職し、19年12月に副業を株式会社makuriに法人化。
同月に「ゲームチュ」を買収ならびにマクリンに統合し、ゲーミングデバイス分野に拡大。
20年4月に合同会社レイテラスを設立し、コワーキングスペース「レイテラス」を開店。
21年5月に妻（ヨメリン）と共同で撮影スタジオ「レイテラススタジオ」もスタート。
ほかには副業ブロガー向けオンラインサロン「マクサン」の共同オーナーをつとめ、妻は雑貨ショップ「ハナトツキ」も手掛ける。21年10月に「買ってはいけないドットコム」を開設。
22年3月から「おいしい宅食」の共同運営を開始。

## 著書
マクサン式Webライティング実践スキル大全(大和書房、2022年4月21日発売、ISBN：978-4479797630)

### Webメディア
- ガジェットブロガー「マクリンさん」が、副業で月収100万円を実現するためにやったことのすべて （2022年4月6日）[1]
- 月間100万PVを達成したブログ15選！プロから学ぶ成功の秘訣を分析 （2020年9月22日）[2]
- 副業ブロガーの生存戦略。彼がサラリーマンを辞めないワケ （2019年12月18日）[3]
- サイトスピードの評価が70点台→92点に大幅アップ！ConoHa WINGで月間100万PV・売上300万円のサイト運営を支える（2020年2月27日）[4]
- 2年目で月100万円も夢じゃない！ネット副業で稼げる人の共通点（2022年6月24日）[5]